# FAO Major Fishing Areas
De FAO Major Fishing Areas of FAO areas zijn gebieden in de wereld waarin de Voedsel- en Landbouworganisatie (FAO) de visserij heeft ingedeeld. Deze definitie is nodig voor de statistische gegevensverzameling, het beheer van de visserij en juridische doeleinden. De grenzen van de gebieden werden bepaald met inachtneming van verschillende overwegingen met raadpleging van de internationale visserij-organisaties.

## Gebieden
De gedefinieerde gebieden zijn:
- Area 18: de Noordelijke IJszee

FAO Major Fishing Areas

- Area 21: het noordwestelijke deel van de Atlantische Oceaan
- Area 27: het noordoostelijke deel van de Atlantische Oceaan
- Area 31: het westelijke deel van de Atlantische Oceaan
- Area 34: het centraal-oostelijk deel van de Atlantische Oceaan
- Area 37: de Middellandse Zee en de Zwarte Zee
- Area 41: het zuidwestelijke deel van de Atlantische Oceaan
- Area 47: het zuidoostelijke deel van de Atlantische Oceaan
- Area 48: de Antarctische deel van de Atlantische Oceaan
- Area 51: het westelijke deel van de Indische Oceaan
- Area 57: het oostelijk deel van de Indische Oceaan
- Area 58: de Antarctische en Zuidelijke delen van de Indische Oceaan
- Area 61: het noordwestelijke deel van de Stille Oceaan
- Area 67: het noordoostelijke deel van de Stille Oceaan
- Area 71: het westelijke centrale deel van de Stille Oceaan
- Area 77: het centraal-oostelijk deel van de Stille Oceaan
- Area 81: het zuidwestelijke deel van de Stille Oceaan
- Area 87: het zuidoostelijke deel van de Stille Oceaan
- Area 88: de Antarctische deel van de Stille Oceaan